# Universidade de Lineu
A Universidade de Lineu (em sueco: Linnéuniversitetet;  ouça a pronúncia) é uma instituição pública de ensino superior, situada nas cidades de Växjö e Kalmar, na província histórica da Småland, no sul da Suécia. 

Foi fundada em 2010 pela fusão da Universidade de Växjö com a Escola Superior de Kalmar.

Tem 44 172 estudantes, dos quais 299 doutorandos, e conta com 2 143 funcionários (2021).

### Cursos e programas
Oferece mais de 200 programas de estudo e 1500 cursos independentes, nos campos das artes, das humanidades, da saúde, da alimentacão, das ciências sociais, das ciências naturais, da técnica e da economia.                                                                                              Proporciona formacão e pesquisa a nível de pós-graduação em ecologia, evolução, discriminação, pós-colonialismo, biociência, etc…

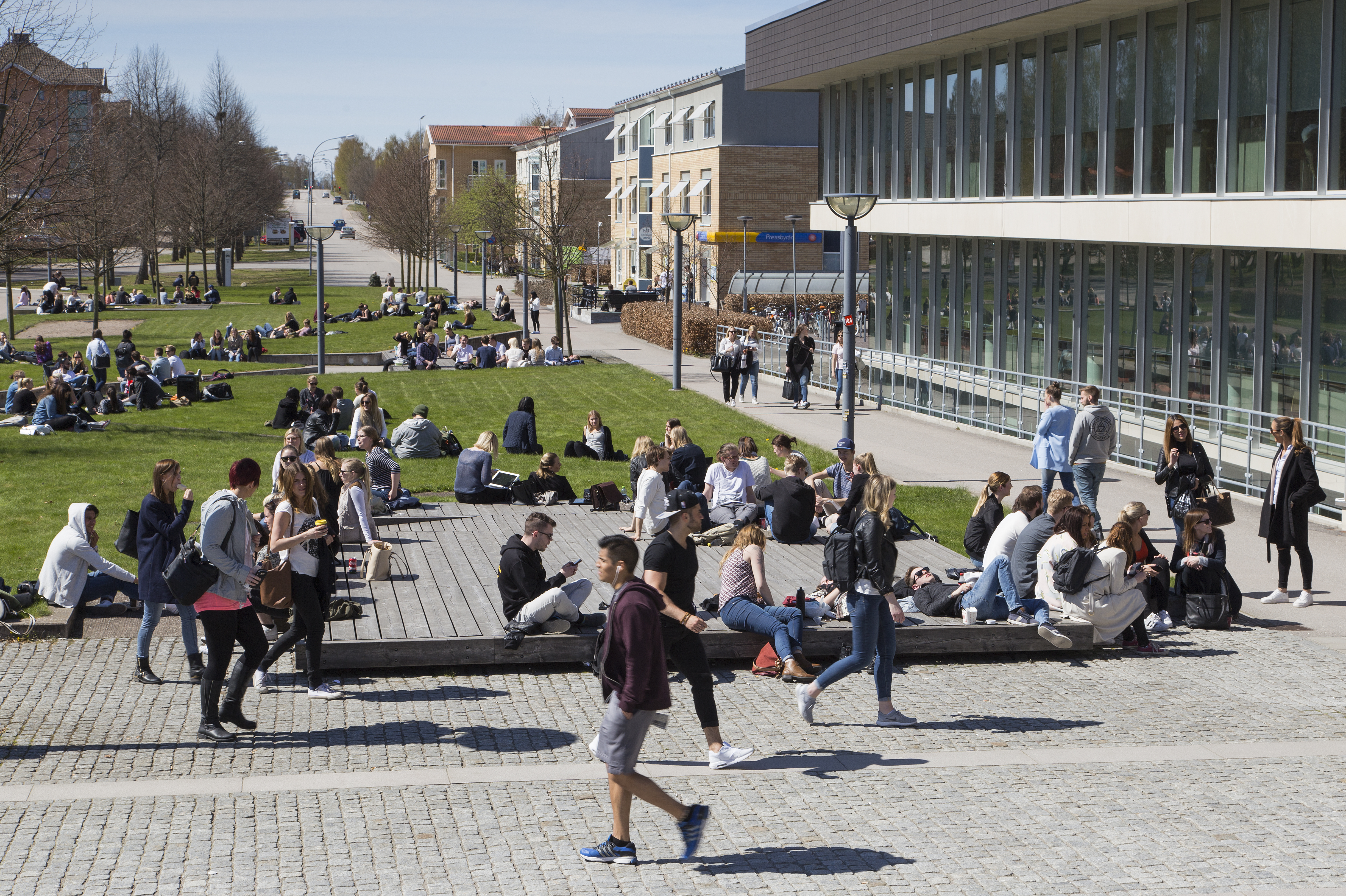
Largo da universidade em Växjö
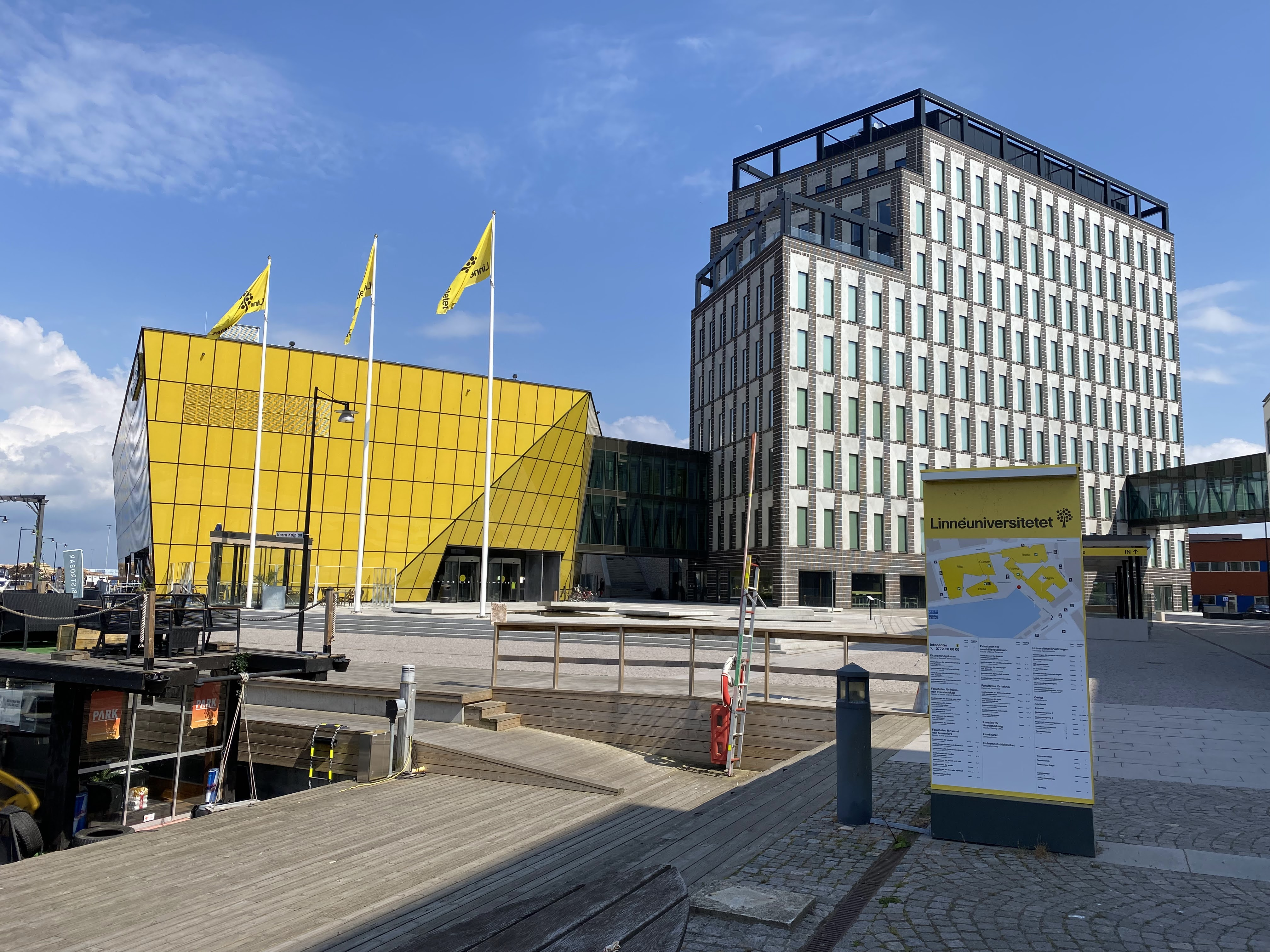
A universidade de Kalmar
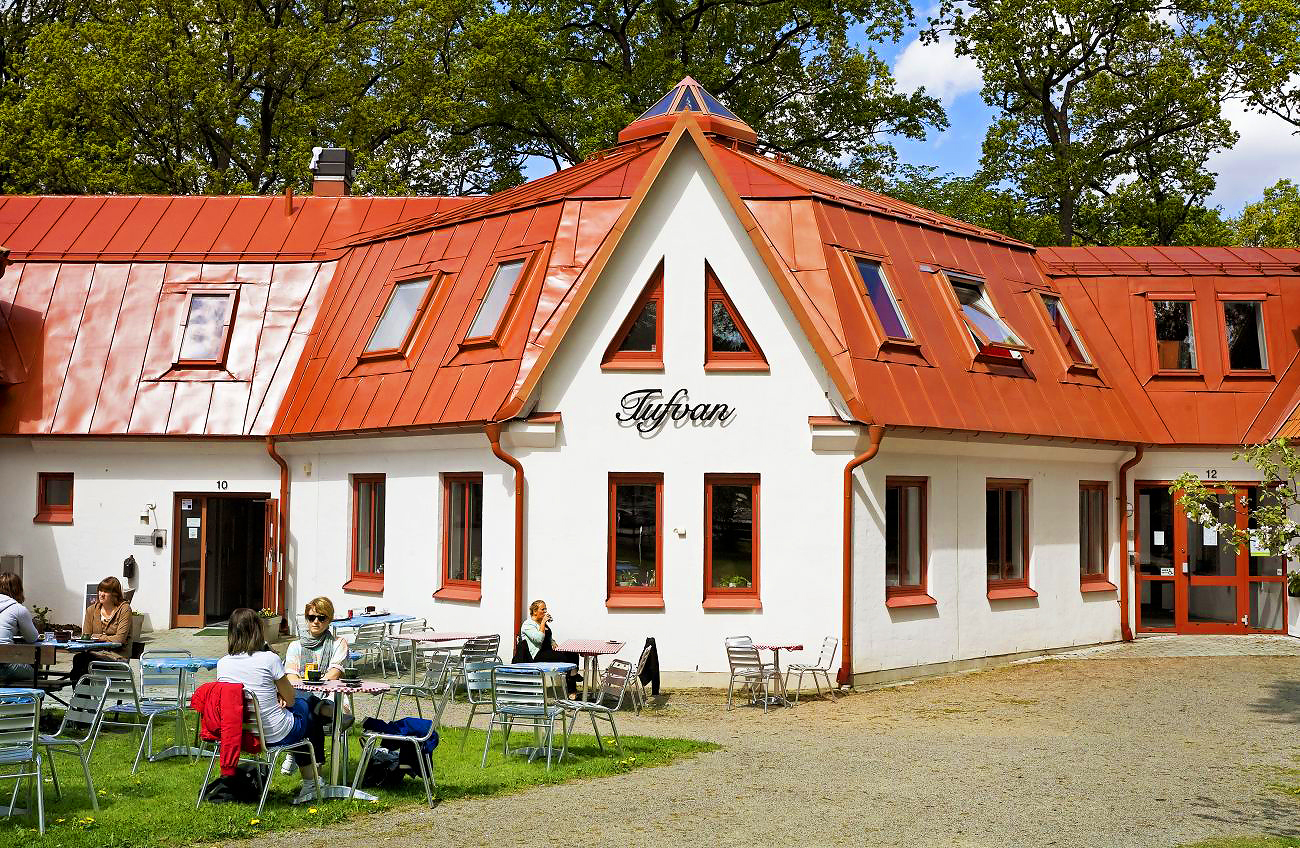
Casa dos estudantes em Växjö
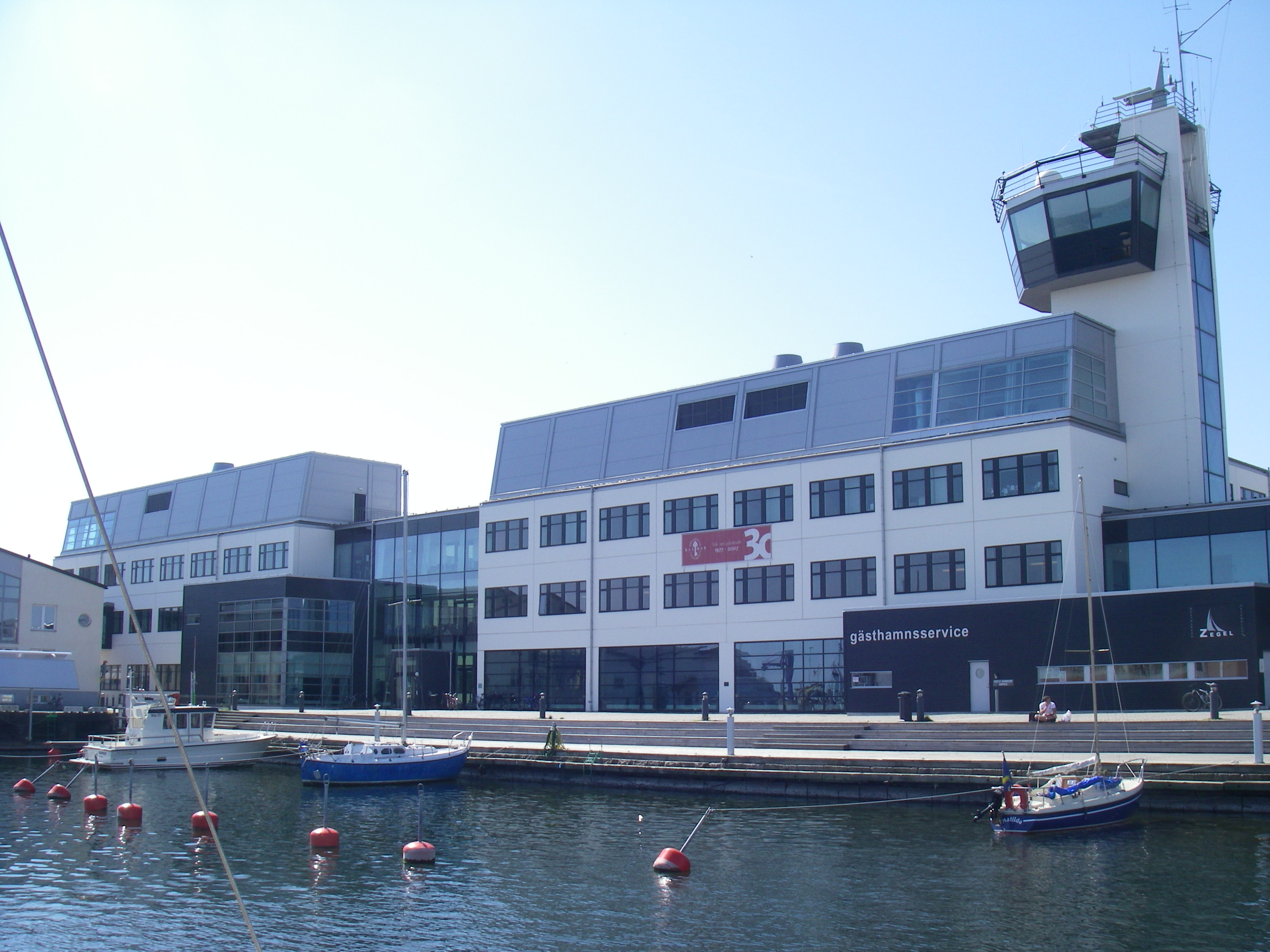
Academia marítima em Kalmar